# Bobures
Bobures es un pueblo venezolano, capital del municipio Sucre, que forma parte de la región Sur del lago de Maracaibo en el Estado Zulia. Dicha población se encuentra al sudeste de la cuenca del lago de Maracaibo, a unos 6 m s. n. m.

## Clima
El clima es predominantemente húmedo durante la mayor parte del año, con temperaturas elevadas que oscilan entre los 28 °C y 34 °C, propias de un piso térmico tropical. Las precipitaciones son constantes, siendo los meses de mayor actividad pluviométrica abril y octubre.

## Topografía
La topografía del municipio es mayormente plana, con un paisaje característico de selva tropical húmeda. Predominan los suelos cenagosos y una vegetación densa e intrincada, propia de ecosistemas tropicales.